# راية مدنية
الراية المدنية هي راية تستخدمها السفن المدنية للدلالة على جنسيتها. يمكنها أن تكون مطابقة لراية الدولة أو الراية البحرية أو الراية الحربية. وهي معروفة أيضًا باسم الراية التجارية أو العلم التجاري. بعض الدول لديها رايات مدنية خاصة باليخوت، وحتى خاصة بنوادي اليخوت، معروفة باسم راية اليخوت.
معظم الدول تمتلك علم وطني وحيد وراية لجميع الأغراض. في دول أخرى، يوجد فرق بين الرايات البرية والمدنية وبين الرايات البحرية وراية الدولة. الراية البريطانية المفصلة - على سبيل المثال - تختلف عن العلم المستخدم على البر المسمى بعلم الاتحاد، ولهما نسختان مختلفتان من الرايتين الحمراء و‌الزرقاء العاديتين والمشوهتين للاستخدام المدني والدولي، إلى جانب راية الحرب (الراية البيضاء) والتي يمكن أن تستخدمها أيضًا يخوت سرب اليخوت الملكي.

## الدول التي تمتلك راية مدنية محددة
الرايات المدنية التي تحتلف عن العلم الوطني العام يمكن تقسيم إلى عدة مجموعات.

### رايات مدنية بالعلم الوطني في الرأس
تستخدم عدة دول أعلام حمراء - في معظم الحالات - إما العلم الوطني الخاص بكل دولة أو علم الاتحاد في الرأس، منقوش من الراية الحمراء. أقاليم ما وراء البحار البريطانية ترفع الراية الحمراء العادية أو راية حمراء بشعار المستعمرة في الرفرف. تضع السعودية علمها الوطني عند الرأس لعلم أخضر (علم السعودية موجود بسارية العلم على يمينه حتى تكون الرأس أعلى يمين العلم). توقفت غانا عن استخدام رايتها الحمراء في 2003 باعتماد قانون شحن تجاري، والذي جعل ألوان علم غانا هي الألوان الوطنية المناسبة للسفن الغانية. وبالمثل، توقفت سريلانكا عن استخدام رايتها الحمراء في 1969 وحل محلها علم سريلانكا على أنه الراية المدنية. بموجب قانون الشحن لدولة جزر سليمان - قانون الشحن لعام 1998 (رقم 5 لعام 1998) - فإن علم جزر سليمان هو العلم الأنسب بدلاً من الراية الحمراء: «العلم الوطني لجزر سليمان هي الألوان الوطنية لسفينة مسجلة قيد هذا القانون».

#### دول ذات سيادة

أستراليا[ملحوظة 1]
بنغلاديش
جزر البهاما
فيجي
غانا
الهند
ماليزيا
موريشيوس
نيوزيلندا
نيجيريا
باكستان
السعودية
جزر سليمان
سريلانكا
الإمارات[ملحوظة 2]
المملكة المتحدة

#### أقاليم ما وراء البحار البريطانية والتابعة للتاج

راية حمراء عادية[ملحوظة 3]
برمودا[ملحوظة 4]
جزر العذراء البريطانية
جزر كايمان
جزر فوكلاند
جبل طارق
غيرنزي
جزيرة مان
جيرزي
جزر توركس وكايكوس

### رايات مدنية تختلف عن العلم الوطني
عدة دول لديها رايات مدنية تختلف اختلافًا شديدًا عن العلم الوطني، على سبيل المثال مالطا و‌لوكسمبورغ.

علم ألبانيا الوطني
راية ألبانيا المدنية
علم إسرائيل
الراية المدنية
علم لوكسمبورغ الوطني
راية لوكسمبورغ المدنية
علم مالطا الوطني
راية مالطا المدنية
علم الفلبين الوطني
راية الفلبين المدنية (المياه المحلية فقط)
علم سنغافورة الوطني
راية سنغافورة المدنية

### راية مدنية تتكون من العلم الوطني وشعار إضافي
المثالان الشهيران هما الراية المدنية الإيطالية التي تُظهر الدرع بشعار جمهوريات البحر، و‌الراية المدنية البولندية بشعار بولندا. معظم هذه الشعارات قد أُضيفت لتمييز الراية عن الأعلام المشابهة للدول الأخرى (مثل كولومبيا والإكوادور، إيطاليا والمكسيك، السلفادور ونيكاراغوا) أو أعلام الإشارة الأخرى (مثل بولندا وعلم الطيار، مالطا وعلم الإشارة H).

علم كولومبيا الوطني
راية كولومبيا المدنية
علم السلفادور الوطني
راية السلفادور المدنية
علم إيطاليا الوطني
راية إيطاليا التجارية البحرية
علم المغرب الوطني[ملحوظة 5]
راية المغرب المدنية
علم بولندا الوطني
راية بولندا المدنية
علم جمهورية الصين الوطني
راية جمهورية الصين المدنية[ملحوظة 6]
علم الولايات المتحدة الوطني
راية الولايات المتحدة المدنية (مياه الولايات المتحدة المحلية فقط)
علم فنلندا الوطني
راية نادي اليخوت[ملحوظة 7]

### أعلام وطنية مبسطة
في عدة دول (مثل إسبانيا ومعظم أمريكا الإسبانية، وبعض الدول الأوروبية)، يوجد نسختان من العلم، علم مبسط (عادةً علم مخطط) وعلم مفصل أكثر بوجود الشعار الوطني. العلم المبسط يُستخدم على أنه راية مدنية (وفي معظم الحالات علم مدني أيضًا)، في حين أن النسخة بالشعار تستخدمها الحكومة بصفة أساسية والجيش. في حالة إسبانيا، العلم دون الشعار هو علم بديل للاستخدام المدني؛ والعلم الوطني يُستخدَم أيضًا على أنه راية مدنية. في حالة السلفادور، الراية المدنية يختلف أيضًا عن العلم الوطني بالنسب.

علم أندورا الوطني
راية أندورا المدنية
علم الأرجنتين الوطني
راية الأرجنتين المدنية
علم النمسا الوطني
راية النمسا المدنية
علم بوليفيا الوطني
راية بوليفيا المدنية
علم كوستاريكا الوطني
راية كوستاريكا المدنية
علم جمهورية الدومينيكان الوطني
راية جمهورية الدومينيكان المدنية
علم الإكوادور الوطني
راية الإكوادور المدنية
علم السلفادور الوطني
راية السلفادور المدنية
علم فنلندا الوطني
راية فنلندا المدنية
علم غواتيمالا الوطني
راية غواتيمالا المدنية
علم هايتي الوطني
راية هايتي المدنية
علم نيكاراغوا الوطني
راية نيكاراغوا المدنية
علم بيرو الوطني
راية بيرو المدنية
علم سان مارينو الوطني
راية سان مارينو المدنية
علم صربيا الوطني
راية صربيا المدنية
علم إسبانيا الوطني
راية إسبانيا المدنية
علم فنزويلا الوطني
راية فنزويلا المدنية

### رايات مدنية تختلف عن العلم الوطني بالنسبة
استخدمت عدة مستعمرات بريطانية سابقة نسبة 1:2 لراياتها ونسبة 3:5 لأعلام شواطئها، في حين أن سلوفينيا وكرواتيا والمجر عكست الموضوع، فراياتها بنسبة 2:3 وأعلام الشواطيء بنسبة 1:2. تعد فرنسا حالة خاصة: النسبة كلية هي نفسها، ولكن الشرائط على الراية تختلف في عرضها قليلاً. علم سويسرا المربع غالبًا ما يُظَّن أنه مستطيل.

علم بلجيكا الوطني
راية بلجيكا المدنية
علم كرواتيا الوطني
راية كرواتيا المدنية
علم فرنسا الوطني
راية فرنسا المدنية
علم غرينادا الوطني
راية غرينادا المدنية
علم غيانا الوطني
راية غيانا المدنية
علم المجر الوطني
راية المجر المدنية
علم سلوفينيا الوطني
راية سلوفينيا المدنية
علم سويسرا الوطني[ملحوظة 8]
راية سويسرا المدنية
علم ترينيداد وتوباغو الوطني
راية ترينيداد وتوباغو المدنية